# Thomas Jonathan Jackson
Thomas Jonathan Jackson (21. ledna 1824 – 10. května 1863), řečený Stonewall („Kamenná zeď“), byl americký generál a učitel. Je považován za jednoho z nejlepších polních velitelů Americké občanské války.
Vyznamenal se zejména v bitvě o Shenandoah Valley (květen–červen 1862), v nichž přinutil k ústupu téměř čtyřikrát silnější jednotky Unie. Poté se podílel na zatlačení McCleana od Richmondu (či spíše na jeho dobrovolném ústupu). Po skončení této vojenské operace sloužil jako pravá ruka generála Leeho.
Vrchol jeho kariéry představuje bitva u Chancellorsville (27. dubna – 6. května 1863), v níž společně s Leem připravili navzdory takřka beznadějné výchozí situaci těžkou porážku početně výrazně silnějším jednotkám generála Hookera. Tento jeho úspěch byl však zároveň i úspěchem posledním – ve zmatku noční bitvy si jeho vlastní vojáci spletli Jacksonův štáb s nepřátelskou jízdou a zahájili na něj palbu. Jackson utrpěl zranění obou rukou a jeho levačka musela být amputována. Během léčení dostal zápal plic, jemuž o sedm dní později podlehl. Jeho zranění navíc zachránilo vojska Unie před naprostým zničením, neboť s ním byli smrtelně zraněni nebo padli i všichni vysocí důstojníci jeho štábu, což vedlo k obrovskému zmatku, díky němuž jeho muži nedokázali dokončit včas obkličovací manévr a velká část Hookerova vojska tak stihla uprchnout.[zdroj?]
Jacksonova smrt byla pro Konfederaci ranou, z níž se její armáda jen těžce vzpamatovávala.

## Zajímavost
- V roce 1970 byla dokončen největší reliéf světa na Stone Mountain, který znázorňuje tři osobnosti Konfederace: Roberta E. Lee, Thomase J. Jacksona a Jeffersona Davise.